# 稻槎菜
稻槎菜（学名：Lapsana apogonoides）为菊科稻槎菜属的植物。分布在朝鲜、日本以及中国大陆的湖南、江苏、广西、安徽、陕西、福建、江西、广东、浙江、云南等地，生长于海拔500米至2,500米的地区，常生于田野、荒地和路边，目前尚未由人工引种栽培。

## 延伸阅读
[在维基数据编辑]
 《植物名實圖考·稻槎菜》，出自吳其濬《植物名實圖考》